# Fagernes (Nord-Aurdal)
Fagernesⓘ ist eine Kleinstadt im Fylke Innlandet in Norwegen und das administrative Zentrum der Kommune Nord-Aurdal. Mit 1983 Einwohnern (Stand: 1. Januar 2024) ist sie der größte und bedeutendste Ort des Valdres. 2007 wurde ihr anlässlich des 150-jährigen Jubiläums der Stadtstatus verliehen.

## Lage
Fagernes liegt am Strondafjorden, der trotz seines Namens ein See und kein Fjord ist. Der Ort ist verkehrstechnisch gut angebunden: In Fagernes kreuzt der Fylkesvei 51, der Otta und Beitostølen im Norden mit Gol im Süden verbindet, die Europastraße 16. Etwa 4 km nördlich des Stadtzentrums liegt der ehemalige Flughafen Leirin. Von 1906 bis zu ihrer Stilllegung 1991 verkehrte hier zudem die Valdresbahn.

## Geschichte
Bis ins 19. Jahrhundert bestand Fagernes nur aus einigen verstreuten Höfen. Die Geschichte der Stadt Fagernes beginnt im Jahr 1857, als der Kaufmann Otto Stuve auf dem Hof Nes die Erlaubnis erhielt, einen Landhandel zu eröffnen. Nach ihm wurde der neu entstehende Ort zunächst Stuvenes genannt, was jedoch Stuve nicht zusagte. Er schlug daraufhin die Kombination Fagernes (von fager „schön“ und nes „Landzunge“) vor. Der Ort wuchs schnell und 1875 wurde das erste Hotel eröffnet. Die Eröffnung der Valdresbahn 1906 brachte weitere Einwohner und Touristen in die Stadt.
Fagernes ist wichtiges lokales Administrations- und Schulzentrum mit einer weiterführenden Schule und einer Folkehøyskole. Der Tourismus spielt nach wie vor eine wichtige Rolle. Daneben gibt es einige holzverarbeitende Betriebe und einen Schieferbruch.

## Sehenswürdigkeiten
- Das Valdres Folkemuseum wurde 1901 gegründet und ist heute das viertgrößte Freilichtmuseum Norwegens
- Die Norwegische Landschaftsroute Valdresflye ist Teil des FV51, der durch Fagernes kreuzt